# Jan Ondříček
Jan Ondříček (6. května 1832 Běleč – 13. března 1900 Praha) byl český houslista, kapelník a pedagog.

## Život
Na housle se učil hrát od otce, jímž byl Ignác Ondříček a později se soukromě zdokonaloval u Moritze Mildnera. Mladý Antonín Dvořák jej připravoval na varhanickou školu a pomáhal mu s úlohami. Jan Ondříček byl učitelem hry na housle a klavír, ladič pian a kapelníkem. V roce 1871 jej angažoval Pavel Švanda ze Semčic pro letní arénu na pražském Smíchově a na zájezdy po českých městech. Jan Ondříček měl 15 dětí. Šest převážně houslistů jej přežilo: František, Karel, Marie, Augusta, Emanuel a Stanislav.